# Albersbrack

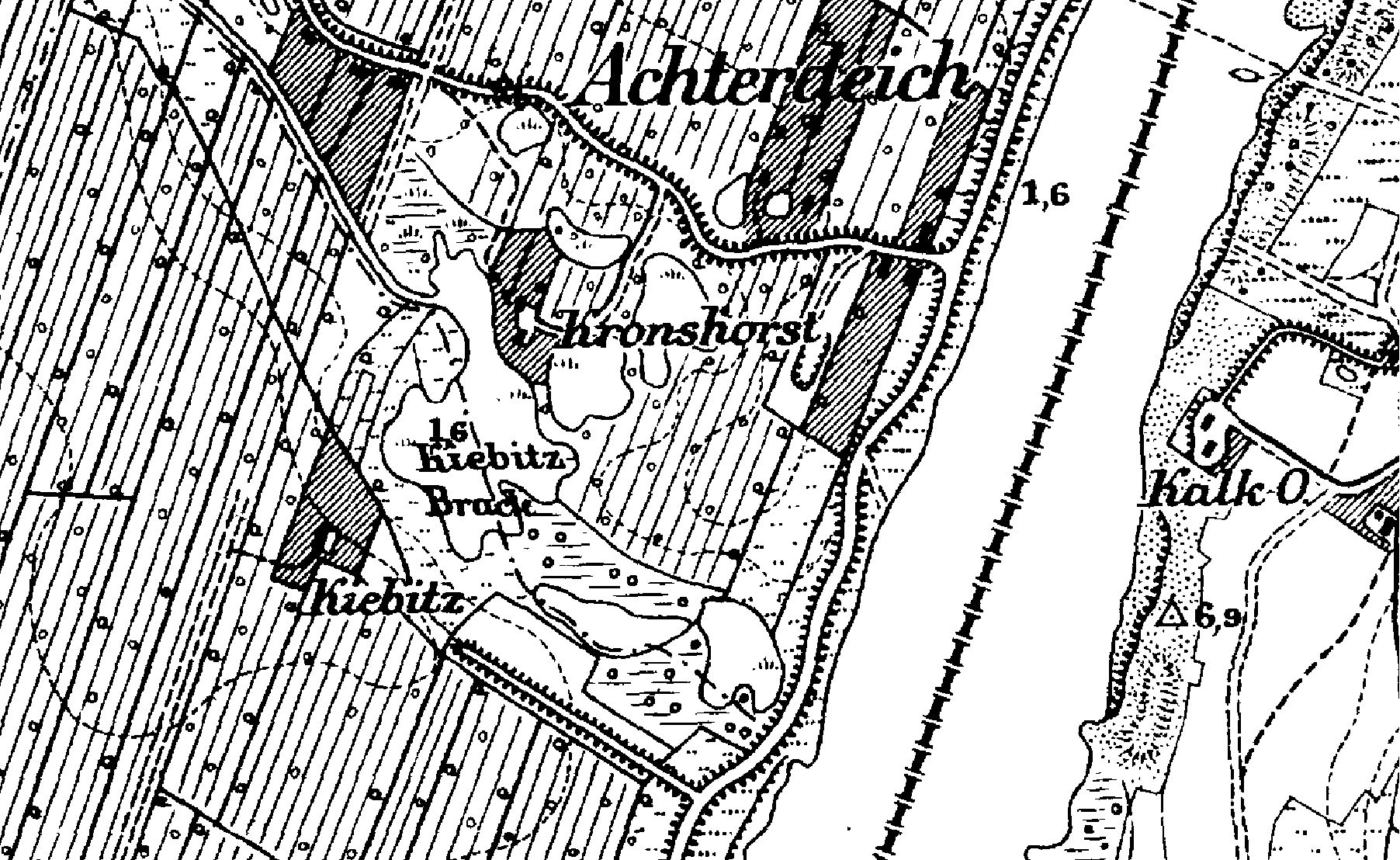
Situation um 1880; das Albersbrack unterhalb vom Schriftzug „Achterdeich“ im schraffierten Bereich

Das Albersbrack ist ein Stillgewässer in Neuengamme im Bezirk Bergedorf, Hamburg. Es liegt nördlich der Straße Kiebitzdeich.
Zusammen mit den benachbarten Bracks Kückenbrack, Riekmersbrack, Rundbrack, Langenbrack und Kiebitzbrack ist das Gewässer vor 1600 entstanden.
Die Ufer des Gewässers sind steil. Die Ufervegetation weist Schilf, Stauden und Gehölze auf, auch Kalmus (Acorus calamus) und Scherrasen der angrenzenden Gärten. Etwa 15 Prozent des Uferbereichs besitzen eine Schwimmblattzone mit der Gelben Teichrose (Nuphar lutea).